# سفارت ایرلند در پاریس
سفارت ایرلند در پاریس (به فرانسوی: Ambassade d'Irlande en France) یک منطقهٔ مسکونی و نمایندگی سیاسی این کشور در فرانسه است که در پاریس واقع شده‌است.